# Vintage Photo Festival
Vintage Photo Festival – Międzynarodowy Festiwal Miłośników Fotografii Analogowej – coroczne wydarzenie kulturalne organizowane w Bydgoszczy przez Fundację Fotografistka. Powstało w 2015 roku z pasji do fotografii tradycyjnej oraz przekonania, że dawne techniki fotograficzne przeżywają renesans. Pomimo wielkiej rewolucji i ewolucji w zakresie fotografii cyfrowej, widoczny jest powrót czy wręcz odrodzenie tradycyjnej fotografii tak zwanej analogowej. Aparaty na klisze są znowu w użyciu, co potwierdzają obserwacje producentów filmów fotograficznych, takich jak Kodak, który w ostatnich latach przywrócił produkcję kilku rodzajów filmów negatywowych wycofanych z rynku. W rezultacie, coraz młodsi twórcy swoim medium wyrazu czynią tak zwaną fotografię analogową.
Idea festiwalu oparta jest na tradycjach fotograficznych Bydgoszczy, gdzie jeszcze do lat 90. XX wieku działała druga co do wielkości w kraju fabryka produkująca materiały fotograficzne Foton. Na bazie tego dziedzictwa pomysłodawczyni wydarzenia Katarzyna Gębarowska stworzyła prekursorski event poświęcony fotografii tradycyjnej, którego mocną stroną jest nowoczesna platforma edukacyjno-animacyjna. Celem festiwalu jest propagowanie fotografii tradycyjnej i prezentacja aktualnych trendów w tej dziedzinie.
Istotnym elementem festiwalu jest konkurs Vintage Grand Prix. Jego celem jest wyłonienie najciekawszych projektów nadsyłanych corocznie z całego świata. Konkurs ma charakter otwarty. Do nadsyłania prac fundacja zaprasza zarówno fotografów profesjonalnych, jak i studentów i absolwentów szkół artystycznych, amatorów, freelancerów. Zdjęcia nadesłane do konkursu powinny być wykonane w technikach tradycyjnych: fotografia z kliszy, fotografia z błony, polaroid, camera obscura, dagerotypia, mokra płyta kolodionowa, kalotypia, cyjanotypia i inne. W skład jury wchodzi dyrektor festiwalu Katarzyna Gębarowska, Adam Mazur, Maria Teresa Salvati, Paweł Żak (do 2022 roku) i Katarzyna Kryńska (od 2022 roku).
Partnerem głównym wydarzenia jest województwo Kujawsko-Pomorskie. Festiwal współfinansowany jest ze źródeł Ministerstwa Kultury i Dziedzictwa Narodowego, Urzędu Miasta Bydgoszcz oraz Urzędu Marszałkowskiego w Toruniu.

## Historia

### Vintage Photo Festival 2015

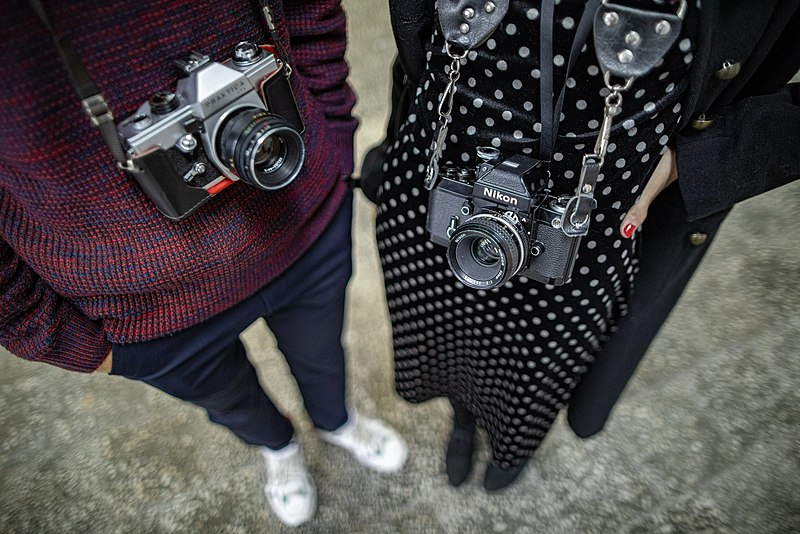
Materiały prasowe Vintage Photo Festival

W pierwszej edycji festiwalu organizatorzy skupili się na ludzkiej cielesności. Anna Grzelewska zaprezentowała wystawę „Julia Wannabe” ukazującą dzieciństwo, jego trudy i okres stawania się młodym dorosłym. Obrazowi dzieciństwa postanowiła się również przyjrzeć Eugenia Maximova w wystawie „Associated Nostalgia”. Wiele jej wspomnień z dzieciństwa związanych jest z kiczem, czasami trudnym do strawienia, lecz dla wielu także bezpretensjonalnym i gustownym. Artystka uważa swoją pracę za coś w rodzaju antidotum na typowe opowieści o regionie bułgarskim, w którym dorastała. Motyw cielesności był również silnie zaznaczony w wystawie Evy Rubinstein „Autoportret”, której kuratorką była Katarzyna Gębarowska. Autorka uważa, że każda fotografia jest rodzajem autoportretu i właśnie to pokazują jej prace.
Ponadto, na festiwalu można było zobaczyć wystawę Wojciecha Prażmowskiego „Miłosz. Tutejszy”, prezentującą miejsca związane z życiem i twórczością Czesława Miłosza. Wystawa była imaginacyjną wędrówką tropem Mistrza po ważnych dla poety miejscach w Polsce i na Litwie, przenikających się kulturach.
Artystka Marja Pirilä w swoim cyklu „Interior/Exterior” przedstawiła technikę camera obscura. Z kolei Hanna Zamelska zaprezentowała proces kolodionowy.
Laureatką pierwszego miejsca w konkursie Vintage Grand Prix została Anita Andrzejewska. „Niespiesznie” to cykl czarno-białych kilkudziesięciu fotografii, które powstały w czasie kilkukrotnych podróży fotografki do Birmy. W fotografii próbuje sięgnąć głębiej i bardziej osobiście w stronę ducha tego miejsca i stworzyć uniwersalną opowieść o ludziach, pejzażu i przedmiotach. Drugie miejsce zajęła Marzena Kolarz. „ALL”. Nagrodzone fotografie wykonała w technice ambrotypii. Trzecie miejsce zajął klasyczny czarno-biały reportaż Piotra Cieśli.

### Vintage Photo Festival 2016

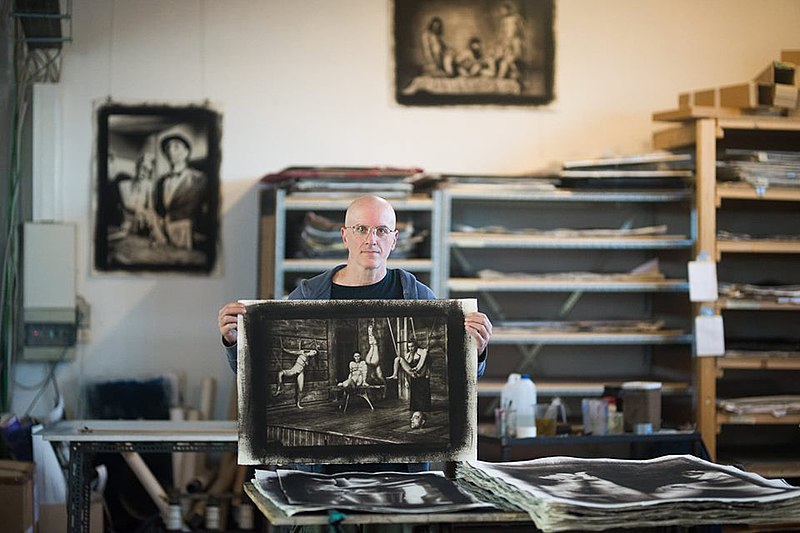
Materiały prasowe Vintage Photo Festival

W drugiej edycji festiwalu widoczny był motyw powrotu do korzeni i związanej z nim melancholii. W przestrzeni wystawowej prezentowane były między innymi prace mistrza fotografii Tadeusza Rolkego. Wystawa „Baryty” prezentowała zdjęcia stanowiące przegląd różnych lat twórczości artysty, od końca lat 50 do drugiej połowy lat 80. Punktem wyjścia do wystawy Amy Friend „Dare Alla Luce” były znalezione anonimowe fotografie vintage. Artystka poprzez manipulacje światłem nadała metaforyczne znaczenie starym zdjęciom. Fotografie archiwalne były również punktem wyjścia dla projektu Anety Grzeszykowskiej „Negative Book”. Artystka wykonała szereg fotografii własnego ciała tradycyjną techniką analogową, malując je na czarno, aby w rezultacie uzyskać na negatywie zdjęcia – swój jasny pozytywowy portret.
Według Emmanuela Levinasa, twarz nigdy nie może zostać w pełni scharakteryzowana, nigdy w pełni przedstawiona. Jest czymś nieskończonym, nieokreślonym elementem, który burzy jedność i spokój naszego świata. Właśnie w ten sposób została zapowiedziana wystawa Filipa Ćwika „12 twarzy”.
Pierwsze miejsce w konkursie Vintage Grand Prix 2016 zdobyła Izabela Poniatowska. Jej projekt „Poczet” wykonany w technice fotografii bez kamerowej stanowi współczesną interpretację tradycyjnych pocztów świętych. Drugie miejsce zdobyła Marcela Paniak. Jej cykl archiwalnych fotografii rodzinnych zatytułowanych „Historie rodzinne” zadaje pytanie „Czy zrekonstruowanie swojej historii na podstawie oglądania zdjęć rodzinnym i rozmów z osobami z rodziny jest w ogóle możliwe?” Trzecie miejsce zdobyła Malwina Adaszek i jej polaroidy pod tytułem „Dreamland”. Artystka chciała uchwycić utracony klimat najmłodszych lat życia, kiedy jej zainteresowania krążyły wokół odczuwania harmonii z przyrodą, tęsknoty za prostym życiem, pozbawionym trosk. Przyznane zostały również wyróżnienia honorowe, które otrzymali Paweł Biedrzycki, Mindaugas Gabrenas i Agnieszka Piasecka.

### Vintage Photo Festival 2017
Tematem przewodnim trzeciej edycji Vintage Photo Festival były techniki uzyskiwania koloru dawniej i dziś. W 1907 roku, bracia Lumière opatentowali technikę autochromów, czyli pierwszą metodę uzyskania barwnej fotografii na szklanej płycie w formie pozytywu. Podczas festiwalu zaprezentowana została kolekcja autochromów Tadeusza Rzący, krakowskiego fotografa i przedsiębiorcy, wykonanych w latach ok. 1910–1920.
Holenderska artystka Sanne de Wilde zaprezentowała z kolei projekt „The Island of the Colorblind” zrealizowany w 2015 roku na dwóch wyspach w mikronezyjskim stanie Pohnpei zamieszkałych przez ludność z dziedziczoną od wieków chorobą achromatopsji (całkowita ślepota barwna). Artystka poprzez użycie różnych technik fotograficznych (m.in. fotografia w podczerwieni, ręczne kolorowanie zdjęć) starała się przybliżyć odbiorcy świat osób nierozpoznających barw.
Jeszcze inne podejście do koloru zaprezentował Pszemek Dzienis w swoim projekcie „Pureview” na nowo tworzył definicję fotografii jako malowania światłem, którą promował jeden z jej pionierów – Talbot. Najważniejszy w jego projekcie był sam kolor zderzony z pejzażem. Kolor pejzażu uzyskany wynalezioną przez siebie autorską techniką był też głównym motto wystawy Teresy Gierzyńskiej „Nastroje”, której kuratorką była Katarzyna Gębarowska. Artystka zaprezentowała na niej nigdy jeszcze niepublikowane fotografie barwne, które powstawały od 1984 roku.
Laureatem pierwszego miejsca w konkursie Vintage Grand Prix 2017 został Tomasz Kowalczyk i jego projekt „Deserted land”. Drugie miejsce zdobył Tomasz Lewandowski z czarno-białym cyklem pod tytułem „Auschwitz – ultima ratio ery modernizmu”. Na trzecim miejscu znalazła się Agata Jarczyńska i jej cykl kolorowych fotografii wykonanych na kliszy pod tytułem „Saudade”. Honorowe wyróżnienia otrzymała Katarzyna Michalska i Joanna Borowiec.

### Vintage Photo Festival 2018

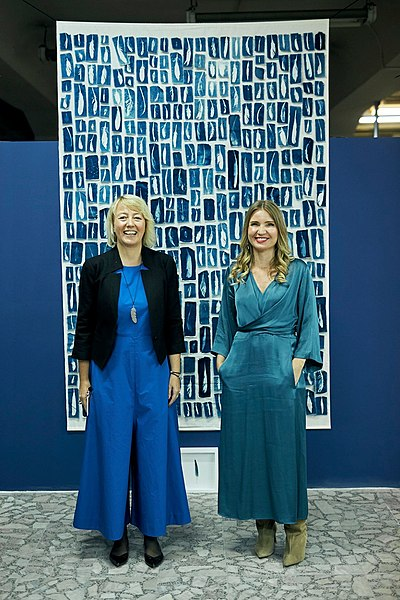
Materiały Prasowe Vintage Photo Festival

Tematem przewodnim czwartej edycji festiwalu było hasło „Kobieta przed i za obiektywem” w nawiązaniu do ustanowionego przez Sejm RP roku 2018 jako Roku Kobiet. Nawiązując do tematu przewodniego, Vintage Photo Festival jako pierwszy na świecie wystawił odnalezione na strychu w Sankt Petersburgu czarno-białe negatywy Mashy Ivashintsovej – okrzykniętej rosyjską Vivian Maier. Kuratorką wystawy była Katarzyna Gębarowska i Masha Galleries. Na festiwalu zagościła również Aruna Canevascini, ze swoim projektem pt. „Villa Argentina”. W tej twórczej samotności à deux artystka podejmuje kwestie udomowienia, kobiecości i migracji.
Projekt Erica Schuetta pod tytułem „Wiejskie królowe” ma na celu portretowe przedstawienie starszych kobiet w ich tradycyjnych strojach ludowych, noszonych na co dzień w domu lub przy wyjątkowych okazjach. Fotograf stworzył etnograficzny z ducha cykl portretów, które otwierają drzwi do minionej epoki, z kolei Shuwei Liu  zaprezentował ducha dalekiej północnej prowincji pod tytułem „Childhood Revisited”.
Wystawa pod tytułem „Dawna, nowoczesna, pośmiertna” z kolekcji fotografii Państwa Madelskich, której kuratorem był Adam Mazur i Ariana Hekmat, była okazją by przyjrzeć się klasycznym odbitkom ciemniowym, wykonanym przez mistrzów polskiej fotografii.
Wystawie starych zdjęć z fabryki Foton towarzyszyła premiera książki pod tytułem „Kobiety Fotonu” autorstwa Małgorzaty Czyńskiej i Katarzyny Gębarowskiej. Reportaż jest zestawieniem historii mówionych ze zdjęciami pozyskanymi z archiwów prywatnych bohaterek książki. Książka opisuje przemysł fotochemiczny, odpowiedni dla kobiet. W Bydgoskich Zakładach Fotochemicznych „Foton” większość załogi stanowiły kobiety. Budowały powojenną legendę polskiej fotografii analogowej, sukces największego producenta papieru do fotografii czarno-białej i barwnej. Chemiczki, laborantki, księgowe dopowiadały swój rozdział do oficjalnej historii Fotonu. Z pasją mówiły o wyborach zawodowych, sytuacjach kobiet w przemyśle, a także o miłościach i małżeństwach zawiązanych w ciemni fotograficznej.
Laureatką pierwszego miejsca w konkursie Vintage Grand Prix 2018 została Paulina Ząbek. „Próżnia” to seria fotografii opowiadających o chorobie Alzheimera, wykonanych w technice mokrego kolodionu. Na drugim miejscu znalazł się Piotr Rosiński. Jego projekt „Entropia, inercja, pustka” to seria fotografii wykonanych w technice cyjanotypii barwionej, prezentujących estetyczną wizję świata autora. Trzecie miejsce zajęła Arianna Ancona. Projekt „Czwarte Wybrzeże” ukazuje dramat tysięcy Libijczyków deportowanych w roku 1911 na wyspę Tremiti podczas wojny włosko-tureckiej. Zawiera skany materiałów archiwalnych, drukowanych i barwionych zielenią po to, by uczcić pamięć i oddać szacunek libijskim tradycjom. Honorowymi laureatami został Łukasz Szamałeki, Maciek Iwaniszewski. Marek Noniewiczzdobył nagrodę specjalną za wybitne osiągnięcia. Na festiwalu pokazał projekt „This is not Still Life” – cykl fotografii realizowany w latach 2013–2016.

### Vintage Photo Festival 2019

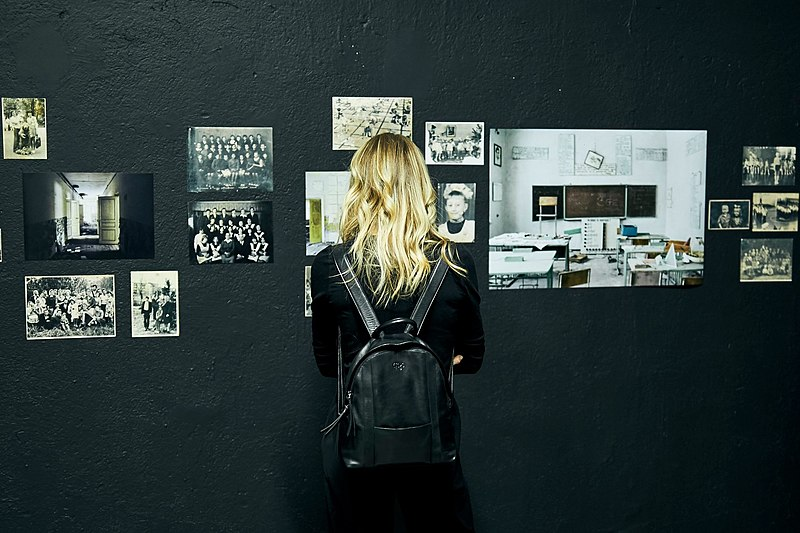
Materiały prasowe Vintage Photo Festival

W piątej edycji Vintage Photo Festival zaprezentowano wystawy światowych i lokalnych twórców w kontekście ustanowionego tematu przewodniego, jakim było fotograficzne archiwum. Temat nawiązywał do trendu na fotografię archiwalną. Jak podkreśliła Marianna Otmianowska, ówczesna dyrektor Narodowego Archiwum Cyfrowego „Trwa pogoń za śladami przeszłości”. Stąd, nacisk tej edycji położony był na fotografie wernakularne, archiwa prywatne i rodzinne albumy.
Rie Yamada to japońska fotografka, która osiadła w Berlinie. W swoim projekcie pt. „Familie Werden” w zabawny i absurdalny sposób odtwarza fotografie rodzinne, wcielając się w każdego z członków rodziny. Inny sposób na interpretację rodzinnego albumu znalazła Teresa Anniuk-Gulak, przetwarzając w autorski sposób cykl fotografii o swojej zmarłej matce. Albumy rodzinne i fotografie wernakularne pojawiły się również na wystawie pt. „Eros i Tanatos. Bydgoskie pionierki fotografii zawodowej 1888-1945”, której kuratorką była Katarzyna Gębarowska. Z kolei Marcela Paniak poprowadziła warsztaty przeznaczone dla wszystkich zainteresowanych archiwalną fotografią rodzinną i związanymi z nią aspektami historii, pamięci i tożsamości.
Z fotograficznego archiwum twórcy pochodzą fotografie wybitnego polskiego fotografa Bogdana Konopki (1953-2019). Z kolei z archiwum Tomasza Gudzowatego pochodzi cykl pt. „Proof”, na który składają się fotografie pierwotnie uznane za produkty uboczne właściwego procesu Polaroid Type 55.
Zaproszeni twórcy prowadzili liczne warsztaty i plenery fotograficzne w przestrzeni miasta, które umożliwiły pokazanie walorów krajobrazowych Bydgoszczy. Do współpracy zaproszono artystę, tworzącego murale, o pseudonimie Sepc. Ten kolumbijski twórca wymyślił niezwykły sposób na grę uliczną z fotografią, tworząc murale w negatywie. Ich końcowy efekt, czyli pozytyw widoczny jest dopiero po odtworzeniu kolorów w aplikacji mobilnej. Mural przedstawia Jadwigę Szopieraj, jedną z pionierek fotografii zawodowej w Bydgoszczy. Uroczyste odsłonięcie muralu odbyło się w ramach festiwalowego prologu.
Laureatką pierwszego miejsca w konkursie Vintage Grand Prix 2019 została Agnieszka Grymowicz. Projekt „Poza czas” to wykonane techniką luksografii portrety bliskich artystki. Drugie miejsce przypadło Karolowi Szymkowiakowi. Jego projekt „C’è sempre un tango”, przedstawia wspomnienia o dziadku artysty zainspirowane znalezionymi nutami tanga wśród pamiątek po Panu Władysławie. Trzecie miejsce w konkursie przyznano Igorowi Tereshkovi. Jego projekt „Ropa i Mech” obrazuje katastrofę ekologiczną w Rosji. Projekt to fotografie wykonane na 35 milimetrowej kliszy, którą artysta wywołał z dodatkiem ropy naftowej z wycieków KhMAO, celem materialnego przedstawienia degradacji środowiska rejonu. Honorowe wyróżnienie w tej edycji otrzymali: Celeste Ortiz, Wojciech Sternak i Adam Juszkiewicz.

### Vintage Photo Festival 2020

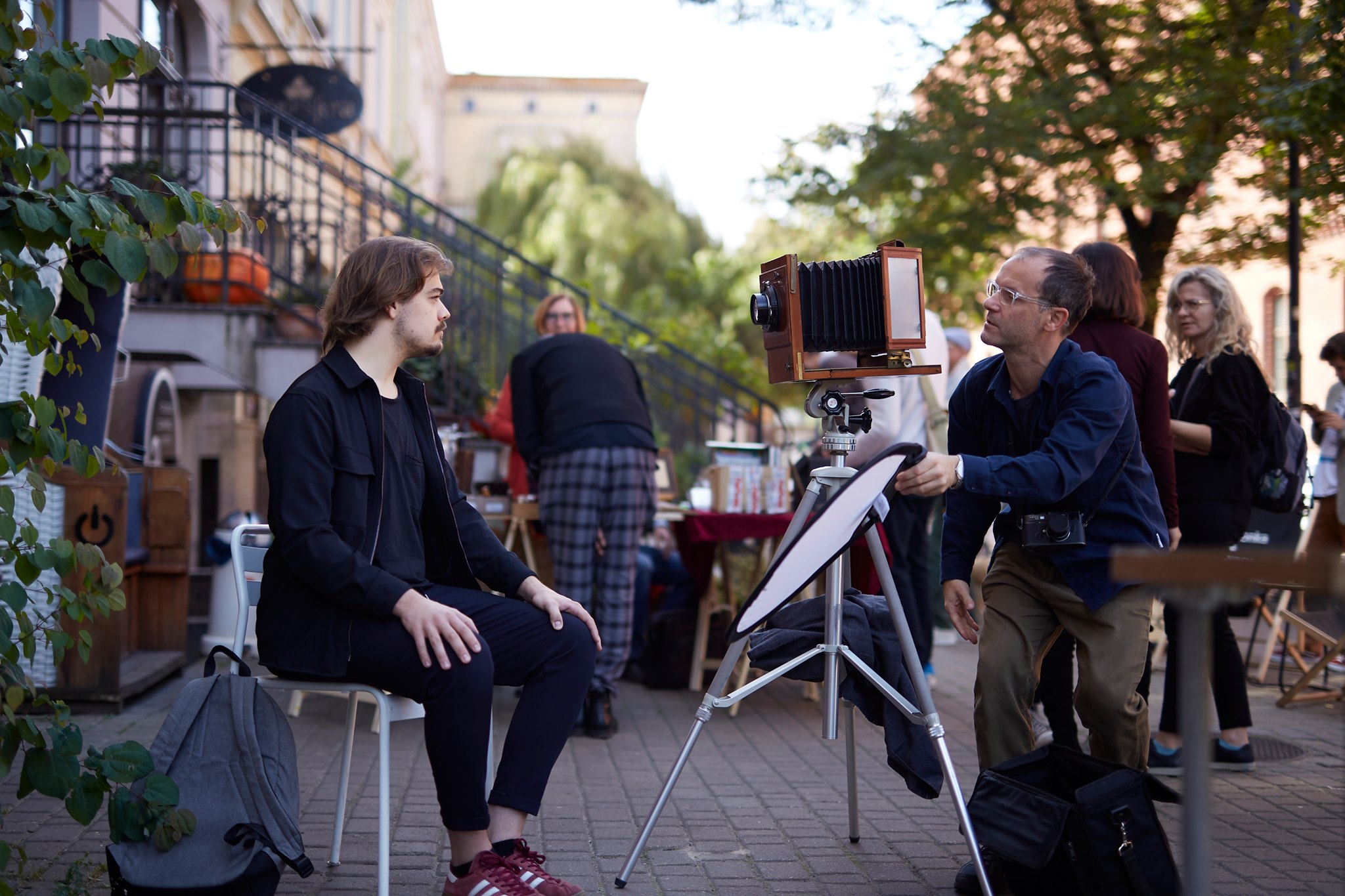
Analog Photo Bazar

Tematem szóstej edycji Vintage Photo Festival była „wolność”. Pierwotnie myśl ta pojawiła się w związku z przypadającą w 2020 roku 100. rocznicą powrotu Bydgoszczy do Polski. Później jednak rozpoczęła się pandemia COVID-19. Z tego względu wystawy zaprezentowane w ramach szóstej edycji festiwalu poruszyły temat wolności w różnych kontekstach, zarówno jako wyzwolenie z niewoli, wolności osobistej, jak i tej związanej z izolacją, fizycznym zamknięciem, spowodowanym przez pandemię.
Jedną z wystaw festiwalowych byli „Lajkarze”. Od lat dwudziestych XX wieku na bydgoskich ulicach pojawił się nowy typ fotografa – fotograf uliczny nazywany lajkarzem. Jak pisze we wstępie programu festiwalowego Małgorzata Czyńska „Zamiast zdjęć pozowanych w atelier, wystudiowanych i statycznych, zagościła naturalność, samo życie. Fotografowie wyszli na ulice miast i uwieczniali mieszkańców w ruchu, w biegu, w pośpiechu. Rewolucja dokonała się za sprawą małoobrazkowego aparatu fotograficznego Leica.” To właśnie dzięki nim wiemy, jak wyglądała Bydgoszcz i jej mieszkańcy w dniu odzyskania niepodległości.
Wystawa Mashy Svyatogor „Everybody dance!” zgromadziła prace powstające wokół refleksji artystki na temat ZSRR oraz pojęcia „radziecki”. Prace oparto na fotografiach znalezionych w wielu numerach czasopisma „Sovetskoe Foto”, stanowiącego wizualny materiał rządu radzieckiego i wykorzystywanego przez niego do budowania swojego „ceremonialnego” wizerunku. Artystka tworzy fotomontaże ręcznie, celowo rezygnując z technologii cyfrowych, a tym samym przywołując metaforę tkaniny historii. Masha dosłownie tnie „tkaninę” – demontuje oficjalne wizerunki i używa ich, by stworzyć własne surrealistyczne, ozdobne obrazy.
Inny kontekst wolności można było dostrzec w pracach irańskiej fotografki Parisy Aminolahi, które są fotograficznym zapisem życia odbywającego się w dwóch skrajnie różnych pod względem geograficznym, jak i społecznym miejsc – Iranie i Holandii. Wolność od ograniczeń, swoboda charakteryzująca życie na emigracji splatała się z poczuciem odpowiedzialności za rodziców pozostałych w Iranie.
Tematykę pandemii i kwarantanny można było odnaleźć w kolekcji „Quarantine” autorstwa Han Cao, która zawierała ręcznie haftowane maski przymocowane do starych fotografii z lat 1900–1940.
Laureatą pierwszego miejsca w konkursie Vintage Grand Prix 2020 został chilijski fotograf Marcelo Aragonese. Projekt „Nici i światło” łączy fotografię analogową z ingerencją tekstylną w postaci haftu. Na drugim miejscu znalazła się Katarzyna Kryńska. Na trzecim miejscu znalazła się Paz Olivares Droguett, która na kolorowej kliszy stworzyła codzienny zapis transformacji domu dziadków w jej własny pytając o znaczenie przestrzeni intymnej w czasie kwarantanny. Honorowe wyróżnienia w tej edycji otrzymali: Iwona Germanek, Ciro Battiloro, Camila Alvarez i Filippo Bardazzi.

### Vintage Photo Festival 2021

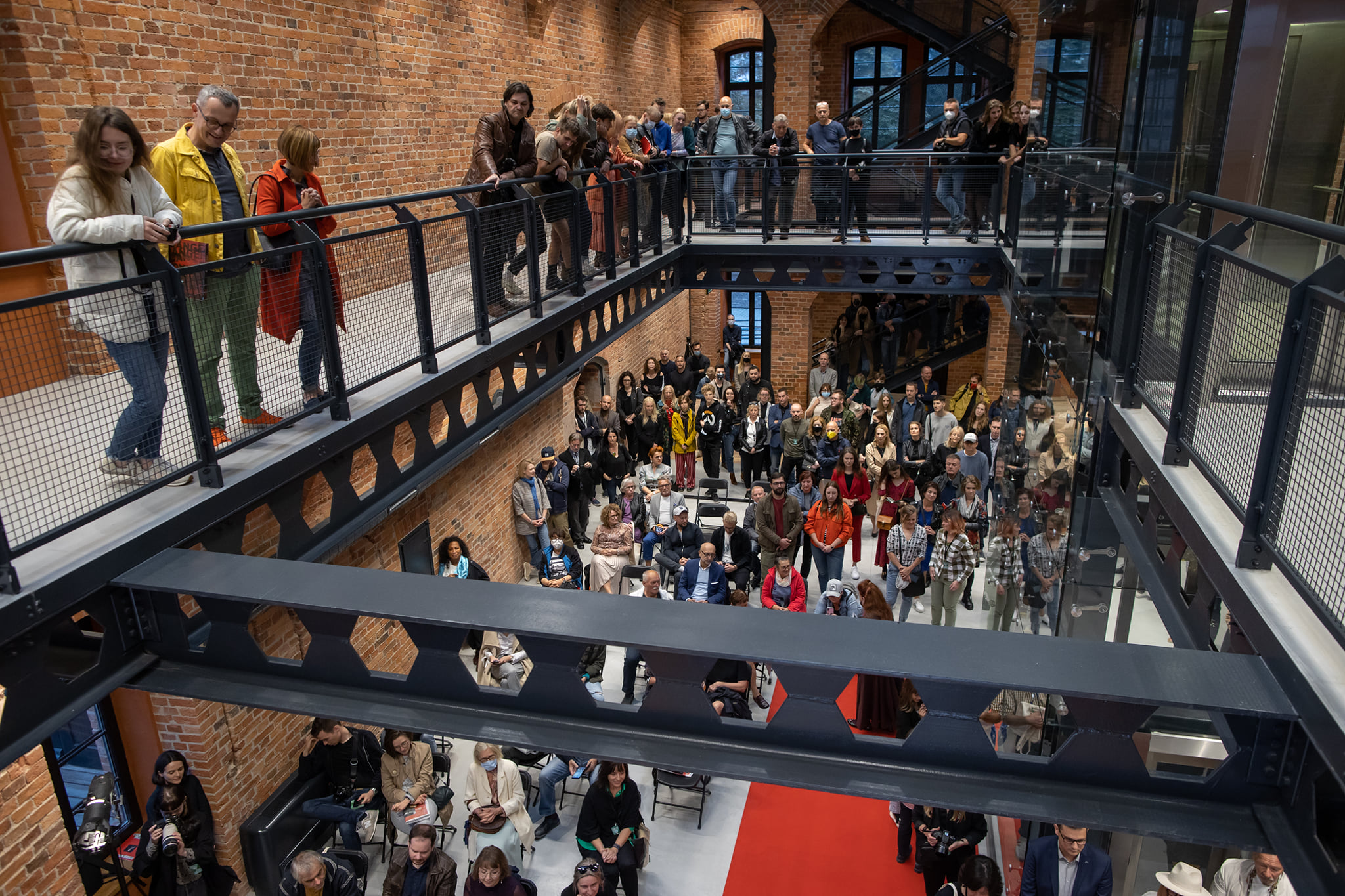
Publiczność Vintage Photo Festival 2021

Siódma edycja festiwalu odbyła się pod hasłem: solidarność, wolność i protest, w nawiązaniu do obchodów 40. rocznicy wydarzeń Bydgoskiego Marca 1981 roku – siłowego usunięcia oraz pobicia działaczy związkowych podczas sesji Wojewódzkiej Rady Narodowej w dniu 19 marca 1981 roku w Bydgoszczy. Wydarzenie to, wraz z wcześniejszym kryzysem związanym z odmową zarejestrowania rolniczej „Solidarności”, sprowokowało masowe protesty, które stały się częścią drogi do wolności i symbolem walki o wolną Polskę. Wydarzenia Bydgoskiego Marca zostały uwiecznione przez legendarnego fotoreportera, archiwistę PRL-u Chrisa Niedenthala. Niepublikowane wcześniej fotografie zostały wydobyte z archiwum artysty przez kuratorkę wystawy Katarzynę Gębarowską i pokazane na festiwalu.
,,Sztuka jest poszukiwaniem wolności. Wolność jest celem samym w sobie, sztuka zaś cel ten realizuje”, napisała Natalia LL w manifeście pt. „Sztuka i wolność” z 1987 roku. Wystawa o tym samym tytule była jednym z punktów kulminacyjnych siódmej edycji festiwalu. Oprócz znanych już prac z cyklu ,,Sztuka konsumpcyjna” na wystawie można było zobaczyć również kilkanaście fotografii z wczesnego okresu twórczości artystki, nie publikowanych od lat ’60 wykonanych na słynnych ,,Fotonowskich” papierach barytowych, które – jak wspomina w książce ,,Kobiety Fotonu” – „naprawdę kochała”.
Wolność w sztuce symbolizuje także dorobek Zdzisława Beksińskiego, który we wczesnym okresie twórczości eksperymentował formalnie z ciałem ludzkim. To właśnie czarno-białe fotografie egzystencjalne artysty zostały zaprezentowane na festiwalu.
Arianna Ancona wykorzystała z kolei archiwalne fotografie rodzinne, aby zademonstrować solidarność z ofiarami wirusa Sars Cov-2 we Włoszech.
Gościem specjalnym siódmej edycji był Sandro Miller. Amerykański fotograf znany z wyrazistych obrazów oraz bliskiej współpracy z aktorem Johnem Malkovichem, na festiwalu zaprezentował wystawę pt. „Atropa”. Inspiracje Sandro do tego projektu pochodzą z wielu lat obserwowania lokalnych wyprzedaży starych fotografii, na których widać jak naturalnie blakną i niszczeją. Artysta miesiącami eksperymentował łącząc różne techniki fotograficzne, aby odtworzyć efekt zdegradowanych zdjęć, które podziwiał przez lata.
Szczególną atrakcją tej edycji festiwalu była barka Camera Obscura, która zacumowała na Wyspie Młyńskiej w samym centrum Bydgoszczy. Maciej Markowicz przypłynął do Bydgoszczy na Vintage Photo Festival z Berlina, ruchomą Camerą Obscurą swojego projektu. Artysta od 2008 roku konstruuje Camery Obscury zamieniając pomieszczenia i kontenery transportowe w aparaty fotograficzne. Na festiwalu można było obejrzeć jego wieloformatowe, kolorowe fotografie z podróży po Stanach Zjednoczonych i Europie wykonane barką.
Laureatka pierwszego miejsca w konkursie Vintage Grand Prix 2021 została Nahid Rezashateri za projekt kolażowy pt. „The Wind Will Carry Us”. Drugie miejsce zajęła Ewa Pawlus i jej projekt „Pamięć”, czyli cykl ośmiu czarno-białych fotografii wykonanych w technice tradycyjnej. Trzecie miejsce otrzymała Diana Pankova za projekt pt. „Tapestries of Reality”. Cykl zrealizowany został kamerami otworkowymi, wykonanymi z puszek po napojach. Wyróżnienia honorowe otrzymali: Giuseppe Sannino, Basia Budniak, Joanna Chudy oraz Magdalena Warzecha.

### Vintage Photo Festival 2022

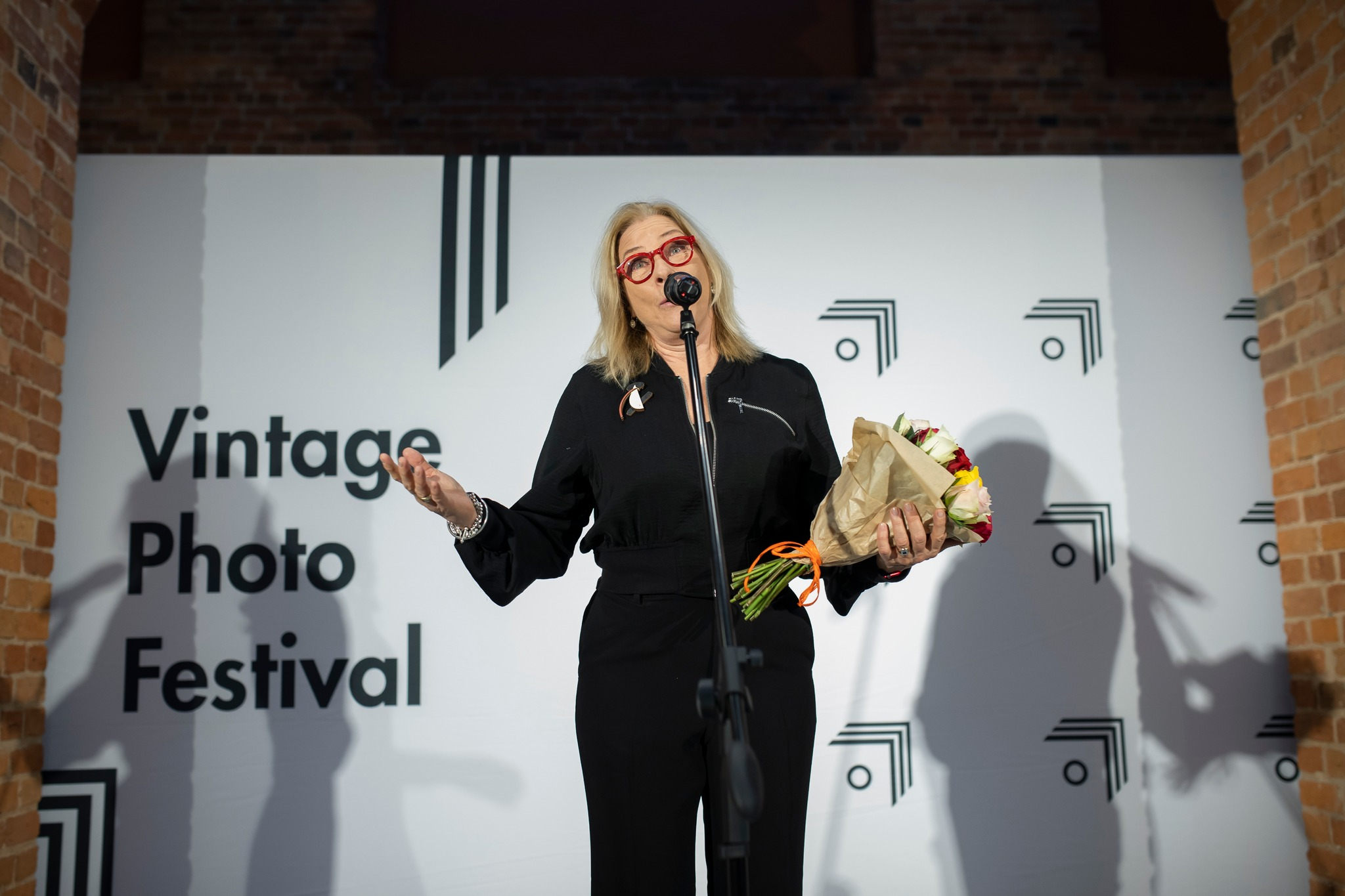
Małgorzata Potocka

Hasłem przewodnim głównej części prezentowanych wystaw w ramach 8. edycji Vintage Photo Festival była siła kobiet. Jedną z idei przyświecających festiwalowi od jego zarania było przywracanie pamięci o kobietach artystkach – prezentowanie ich projektów, szczególnie tych wydobytych z archiwów, które wcześniej nie miały szansy trafić do szerszej publiczność. Do grona kobiet przełamujących konwenanse i własne słabości należała Wanda Rutkiewicz. Podczas festiwalu, w 30 rocznicę jej zaginięcia, po raz pierwszy pokazane zostały kolorowe zdjęcia z Himalajów jej autorstwa. Materiał fotograficzny był realizowany przez Wandę od początku jej wypraw m.in. ze zdobycia Mount Everestu w 1978 roku.
Giulia Frigieri w reportażu „Surfing Iran” opowiada o rewolucyjnym ruchu hidżabskich surferek w Balochistanie w Iranie zapoczątkowanym przez Shahla Yasini. Reżyserka, aktorka, producentka filmowa Małgorzata Potocka zaprezentowała wystawę zbudowaną w oparciu o fotograficzne autoportrety artystki. Prezentowane zdjęcia jej twarzy były próbą mierzenia się aktorki z tematem przemijania i czasu.
Na festiwalu zaprezentowano dokument „Elliott Erwitt – Silence Sounds Good”, intymny portret legendarnego fotografa Magnum Elliotta Erwitta. Adriana López Sanfeliu, autorka filmu oraz fotografka i dokumentalistka zagościła na festiwalu, pokazując po raz pierwszy w Polsce wystawę swoich zdjęć pt. “Before I Croak”. Cykl czarno-białych fotografii w formie pamiętnika, pokazujący zarówno te prywatne jak i publiczne chwile spędzone wspólnie z Elliottem Erwittem.
Jednym z wydarzeń, było również pojawienie się postaci „Białego Misia”, który sto lat temu po raz pierwszy wystąpił w stolicy Tatr. Autorkami pomysłu tej międzypokoleniowej wystawy były Aleksandra Karkowska i Barbara Caillot, które od lat prowadzą Oficynę Wydawniczą Oryginały.
Laureatka pierwszego miejsca w konkursie Vintage Grand Prix 2022 została Magdalena Kuca za projekt "Family Tales". Drugie miejsce zajęła Nicola Bertasi i jej praca badawcza „Pandemic Papers”. Trzecie miejsce otrzymała Kate Ngan Wa Ao i jej seria zdjęć z okresu powojennego, około lat 50. do 60. w Polsce „Where will they live”. Wyróżnienia honorowe otrzymali: Kasia Navvara, Marcin Sudziński i Nicolas Reinhart.